# اتحاد كيريباتي لكرة القدم
تأسس اتحاد جزر كيريباتي لكرة القدم (بالإنجليزية: Kiribati Islands Football Association) في عام 1980م وانضم إلى اتحاد أوقيانوسيا لكرة القدم في 2007م لكنه ليس عضواً في الإتحاد الدولي لكرة القدم.

## روابط إضافية
- الموقع الرسمي